# Michael Lehmann
Michael Stephen Lehmann (San Francisco, 30 marzo 1957) è un regista statunitense.

## Biografia
Nato a San Francisco ha studiato alla Columbia University, inizia lavorando come centralinista per l'American Zoetrope di Francis Ford Coppola, in seguito lavora come supervisore alle telecamere nelle produzioni dei film I ragazzi della 56ª strada e Un sogno lungo un giorno. Successivamente frequenta la scuola di cinema presso la University of Southern California dove si laurea nel 1985. In quegli anni realizza il film studentesco Beaver Gets a Boner.
Il suo debutto cinematografico avviene nel 1988, dirigendo la commedia nera Schegge di follia con Winona Ryder e Christian Slater. Negli anni seguenti dirige Bruce Willis in Hudson Hawk - Il mago del furto e Josh Hartnett in 40 giorni & 40 notti, mentre nel 2007 dirige la commedia romantica Perché te lo dice mamma.
Oltre al cinema Lehmann lavora per la televisione, ha diretto alcuni episodi della serie di breve vita The Comeback, tre episodi di Californication e svariati episodi per le serie della HBO Big Love e True Blood.

## Filmografia

### Cinema
- Schegge di follia (Heathers) (1988)
- I cari vicini di casa (Meet the Applegates) (1990)
- Hudson Hawk - Il mago del furto (Hudson Hawk) (1991)
- Airheads - Una band da lanciare (Airheads) (1994)
- Un uomo in prestito (The Truth About Cats & Dogs) (1996)
- My Giant (1998)
- 40 giorni & 40 notti (40 Days and 40 Nights) (2002)
- Perché te lo dice mamma (Because I Said So) (2007)
- Flakes (2007)

### Televisione
- The Comeback – serie TV, 4 episodi (2005)
- Big Love – serie TV, 3 episodi (2006-2009)
- True Blood – serie TV, 15 episodi (2008-2013)
- Californication – serie TV, 7 episodi (2008-2014)
- Bored to Death - Investigatore per noia (Bored to Death) – serie TV, 7 episodi (2009-2011)
- The Big C – serie TV, episodi 1x10-1x11 (2010)
- Dexter – serie TV, episodi 6x10-7x10 (2011-2012)
- American Horror Story – serie TV, 3 episodi (2011-2013)
- Tyrant – serie TV, 4 episodi (2014-2016)
- The Brink – serie TV, 4 episodi (2015)
- Snowfall – serie TV, 3 episodi (2017-2019)
- The Terror – serie TV, episodi 2x03-2x04 (2019)
- 68 Whiskey – serie TV, 5 episodi (2020)
- La donna nella casa di fronte alla ragazza dalla finestra (The Woman in the House Across the Street from the Girl in the Window) – miniserie TV (2022)
- Heels – serie TV, episodi 2x03-2x04 (2023)
- American Rust - Ruggine americana (American Rust) – serie TV, episodi 2x03-2x04 (2024)
- Dexter: Original Sin – serie TV, 6 episodi (2024-2025)